# 록샌 시먼
록샌 조이 시먼은 미국의 작곡가이자 작사가이다. 빌리 휴스, 필립 베일리, 필 콜린스, 어스, 윈드 & 파이어, 바브라 스트라이샌드, 벳 미들러, 시스터스 오브 머시, 잭슨스, 장학우 등의 노래와 영화 및 TV 음악으로 잘 알려져 있다. 그녀는 에미상 후보에 두 차례 올랐다.
시먼은 빌리 휴스의 "Welcome to the Edge"로 일본 그랑프리 골드 디스크 대상 국제 싱글 오브 더 이어를 수상한 작가이자 프로듀서이다.
시먼은 장학우, 양쿤, 슈퍼보컬, 양청린, 장야둥, 가오샤오쑹 등의 중국 아티스트들을 위해 노래를 작곡했다.
시먼은 브로드웨이 쇼 '앵무새 죽이기'와 '웨이벌리 갤러리'의 프로듀서이다.

## 초기 삶 및 학력
록색 시먼은 뉴욕에서 유대인 부모 밑에서 태어났다. 아버지 머레이 시먼(Murray Seeman)은 변호사이자 부동산 개업자였고, 어머니 리(Lee, 결혼 전 성은 Sachs)와 함께 살았다. 그녀의 아버지는 학자였으며, 제2차 세계 대전 참전용사이자, 그들이 거주하던 그레이트 넥 이스테이츠(Great Neck Estates)의 전 시장이었다. 시먼 가족의 친척 33명이 홀로코스트에서 희생되었다. 그녀의 어머니는 미국 유산 보호 위원회(Commission for the Preservation of America's Hertitage Abroad)의 전직 위원이었으며, 아버지 쪽으로는 1800년대까지 거슬러 올라가는 이스라엘 혈통이고, 어머니 쪽으로는 보석상 집안인 게츠(Getz) 가문 출신이다.
록샌 시먼은 10세 무렵에 피아노 레슨을 받으며 코드와 멜로디를 배우기 시작했다. 그녀는 Saddle Rock 초등학교에서 바이올린을 배웠고 16세 무렵에 여름동안 뉴욕 주의 이타카에서 기타를 접했다.
고등학교 졸업반 때 그녀는 미술을 전공하기 위하여 카네기 멜런 대학교에 지원하였다. 후에 그녀는 대학교에 있는 연습실에서 피아노 교사를 만나 클래식 피아노를 배웠다.
카네기 멜런 대학교에서 그녀는 학생총회에서 교내 공연을 위한 밴드들을 섭외하였다. 그녀는 피츠버그 대학교에서 카네기 멜런 대학교와의 동의를 구해 그녀의 커리어에 영향을 줄 수업들을 들었고 이 중 한 수업은 피츠버그 대학교의 비밥 재즈 섹소포니스트였던 네이선 데이비스(Nathan Davis)에 의해서 진행되었다. 이곳에서 시먼은 “Giant Steps”, “Moment’s Notice”, “Round Midnight” 등의 재즈 클래식을 익혔다.
중국 서예를 배우기 위해서 한자 수업을 수강했을 때 시먼은 전공을 동양학으로 바꾸어 뉴욕 시에 있는 컬럼비아 대학교로 편입하였다. 그녀는 여름 동안 롱아일랜드에서 우디 허먼(Woody Herman)과 찰리 파커(Charlie Parker)와 연주했던 재즈 피아니스트인 토니 알레스(Tony Aless) 밑에서 피아노를 배웠다. 또한 그녀는 롤랜드 해나 밑에서 다른 레슨들도 받았다. 후에 그녀는 컬럼비아 대학교에서 동양학과 중국 미술 학사를 받고 졸업했다.
시먼은 컬럼비아 대학교(Columbia University)뿐 아닌 바너드 칼리지(Barnard College)를 졸업했으며, 전공으로 중국 예술과 중국어를 공부하여 학사 학위를 받았다. 그녀는 중국어, 일본 문학, 인도 문학 및 예술을 공부했으며, 조우원중(Chou Wen-Chung) 교수에게 중국 음악 수업도 수강하였다.

## 음악 경력

### 송라이터로서의 경력
록샌 시먼은 애틀랜틱 레코드와 워너 커뮤니케이션에서 임시 총무로 근무하던 시절에는 밤마다 뉴욕의 재즈 바에서 시간을 보내고 가사를 쓰기 시작했다. 그녀는 제임스 테일러(James Taylor)의 세션 가수로 투어를 함께한 데이빗 레슬리(David Lasley)와 친밀한 관계를 맺었고 후에 그녀는 레슬리를 위해 녹음된 데모와 가사를 프로듀싱했다.
그녀는 뉴욕의 재즈 클럽에서 시간을 보냈고, 가수 디 디 브리지워터가 피아노 연주자 램지 루이스(Ramsey Lewis)의 연주곡인 ‘테킬라 모킹버드(Tequila Mockingbird)’를 그녀의 가사로 녹음하게 되면서 음악 방면으로 진로를 정했다. 이 곡은 '어스 윈드 앤드 파이어'의 래리 던(Larry Dunn)이 작곡하고, 조지 듀크(George Duke)가 프로듀싱을 했다. 이 작업을 통해 그녀는 모리스 화이트(Maurice White), 에두아르도 델 베리오(Eduardo del Barrio)와 함께 작사한 '세일어웨이(Sailaway)'라는 곡을 가지고 어스 윈드 앤드 파이어의 '페이스(Faces)' 앨범에 참여하게 되었고, 필립 베일리(Philip Bailey)와 공동작업을 하게 되었다. 이 기간에 카르미네 코폴라(Carmine Coppola)와 이탈리아 페니노(Italia Pennino)가 그녀에게 코폴라의 영화음악을 노래로 전환하는 작업을 같이 하자고 제안하였다.
그녀는 또한 ‘검은 종마(The Black Stallion) ‘아웃사이더(The Outsider),’ ‘나폴레옹(Napoleon)’ 등과 같은 영화의 테마송을 공동작사하기도 했다.
시먼은 데이비드 라슬리(David Lasley)와 다른 공동 작가들과 함께 오리지널 곡을 쓰기 시작했고, ABC 레코딩 스튜디오에서 데이빗 베누아(David Benoit), 바비 왓슨(Bobby Watson), 에두아르도 델 바리오(Eduardo del Barrio), 데이비드 가리발디(David Garibaldi), 더그 로드리게스(Dough Rodrigues), 테리 리드(Terry Reid), 휴버트 로스(Hubert Laws), 실비아 세인트(Sylvia St. James), 아놀드 맥컬러{Arnold McCuller), ABC의 스태프 녹음 엔지니어 알 슈미트 주니어(Al Schmitt, Jr.)와 졸리 오사제{Zoli Osaze)와 함께 24개의 트랙 녹음을 프로듀싱했다. 그녀는 ABC 스튜디오의 젊은 오디오 엔지니어이자 테이프 라이브러리인 게리브라운(Gerry Brown)을 만났다. 그는 그녀의 노래 중 하나를 믹싱했고 매우 열정적으로 노래를 듣기에, 그녀가 그에게 그녀의 모든 노래를 믹싱할 수 있다고 제안했다.
ABC 레코딩 스튜디오에서 녹음하는 동안, 그녀는 저메인 잭슨(Jermaine Jackson)을 만났다. 그리고그에게 시먼이 가사를 쓰고, 유미르 데오다토(Eumir Deodato)와 모리스 화이트(Maurice White)가작곡하며, 데이비드 라슬리가 부른 “Tahiti Hut”의 데모를 주었다. “Tahiti Hut”은 저메인 잭슨이 밴드 스위치와 함께한 세션 중에 녹음되었으며, 폴 잭슨 주니어(Paul Jackspn, Jr.)와 시먼이 함께 작곡한 트랙 "Reaching For Tomorrow"와 함께 녹음되었다. "Reaching For Tomorrow"는 스위치의 후속 앨범의 타이틀 곡이 되었고, "Tahiti Hut"은 2019년 앨범의 디지털 에디션 보너스 트랙으로 발매되기 전까지 미공개로 남아 있었다.
1982년, 록샌 시먼은 1982년 당시 PolyGram Publishing 산하 Intersong Music과 전속 작가 계약을 체결했다.. 계약 기간 동안 그녀는 빌리 휴스와 함께 "Walking On The Chinese Wall"을 공동 작곡했으나, 그녀의 퍼블리셔는 이 곡이 너무 독특하다고 판단하여 채택하지 않고, 그녀에게 곡의 권리를 돌려주었다. 하지만 1984년, 어스 윈드 앤드 파이어의 공동 리드 보컬인 필립 베일리가 이 곡에 관심을 보였고, 이후 그의 솔로 앨범인 "Chinese Wall"의 타이틀 곡으로 수록되었으며, 이 곡은 빌보드 핫 100 차트에도 진입하는 히트를 기록했다. 이 곡의 뮤직비디오와 함께 발매되었다.
시먼은 "타이티 헛(Tahiti Hut)"이라는 곡의 가사에서 사용한 타히티어로 "향기로운 향"을 뜻하는 "Noa Noa"를 따서 이름 지은 자신의 퍼블리싱 회사, 노아노아 뮤직(Noa Noa Music)을 운영하고 있다. 그녀는 여러 국제 컨퍼런스에 참석했으며, 스웨덴 외레브로에서 열린 라이브 앳 하트 영화 & 음악 페스티벌 세미나(Live at Heart Film & Music Festival Seminar)와 NAMM 2025에서 패널로 참여했고, 홍콩 RTHK 라디오 3의 "All the Way with Ray"에서 레이 코데이로(Uncle Ray)의 인터뷰를 두 차례 진행하였다.

### 빌리 휴스와의 파트너쉽
록샌 시먼은 작곡가이자 가수인 빌리 휴스와 1983년부터 그가 사망한 1998년까지 파트너쉽을 맺었다. 이 작업으로부터 시작해 오랜 기간 음악 레코딩, 프로듀싱 및 작곡 분야에서 성공적인 경력을 쌓을 수 있었다.
휴스와 함께 그녀는 앞서 언급된 필립 베일리의 "Walking On The Chinese Wall"뿐만 아니라, 더 잭슨스의 "If You'd Only Believe", 벳 미들러의 ''Night and Day", 더 시스터스 오브 머시의 "Under the Gun", 그리고 빌리 휴스의 다수의 영화 및 TV 음악을 공동 작곡했다.
그녀와 휴스의 작업은 1991년부터 일본에서 알려지기 시작했다. 이 두 사람이 작곡 및 프로듀싱한 휴스의 싱글 앨범 ‘"웰컴 투 더 엣지(Welcome To The Edge)"는 에미상 후보에 올랐다. 같은 해 "웰컴 투 더 엣지"는 TV 드라마 "산타바바라"에서 러브 테머라 사용되었고, 일본 프라임타임 드라마 "もう誰も愛さない(나는 더 이상 아무도 사랑하지 않아)''의 주제곡으로도 사용되었다.
"웰컴 투 더 엣지"는 일본에서 싱글 차트 1위를 기록했으며, 빌보드 재팬 톱 10 차트에 4개월 동안 머무르며 52만장의 판매를 올렸다. 이 곡은 빌리 휴스의 앨범 "웰컴 투 더 엣지"의 타이틀 곡이기도 했다.
두 사람은 미국의 그래미 상에 비견되는 NHK 주최의 일본 골드 디스크 대상에서 "웰컴 투 더 엣지"를 공연했으며, 이 시상식에서 그는 MC 해머와 함께 국제 부문 최우수 싱글 부문 후보에 올랐다. 휴스는 ‘올해의 인터내셔널 싱글’ 부문 1위를 수상하기도 했다. 빌리 휴스의 ‘웰컴 투 더 엣지’ 앨범은 동남 아시아에서도 발매되었고, 이 곡은 수많은 정상급의 일본 및 중국의 가수들에 의해 녹음되기도 했다.
2000년 3월, "웰컴 투 더 엣지"는 최윤석 (연출가)의 한국 영화 종합병원 The Movie 천일동안의 OST로 삽입되었다.
2004년 8월에 후지 TV는 휴스의 "웰컴 투 더 엣지"와 "드림러브(Dreamlove)"를 DVD로 발매했으며, 이 "드림러브"로 시먼과 휴스는 두 번째 에미상 후보에 올랐다.
필 콜린스(Phil Collins)는 필립 베일리의 "Walking on the Chinese Wall" 버전을 자신이 프로듀싱한 곡으로 그의 박스 세트 앨범 "Plays Well with Others"에 수록했다.

### 20세기 폭스 필름에서의 근무 및 캐스팅
시먼은 1980년대 중반, 20세기 폭스사의 제작부문 사장인 스콧 루딘(Scott Rudin)의 경영 고문을 역임했다. 1987년, 그녀는 윌럼 더포(Willem Dafoe)와 그레고리 하인스(Gregory Hines)가 주연한 영화 ‘사이공(Off Limits)’ 제작에 참여했으며, 태국 방콕 현지에서 촬영된 이 작품에서 태국 캐스팅 담당으로 크레딧에 올랐다.

### 브로드웨이 프로듀서
브로드웨이 프로듀서 록샌 시먼과 제이미 드로이(Jamie deRoy)는 스콧 루딘의 브로드웨이 작품인 “앵무새 죽이기”와 “웨이벌리 갤러리”의 공동 프로듀서로 참여하였다. 2019년 4월 30일 발표된 제 73회 토니 어워드 후보에서 "앵무새 죽이기"는 9개 부문, "웨이벌리 갤러리"는 베스트 연극 리바이벌 작품상 (Best Revival of A Play)과 일레인 메이 (Elaine May)의 연극 주연 여우상에 대한 Best Performance by a Leading Actress in a Play 포함 2개 부문에 후보로 올랐다.
"웨이벌리 갤러리"는 드라마 데스크 어워드에서 연극 리바이벌 작품상을 수상했으며, 드라마 리그 어워드에서도 연극 리바이벌 작품상을 수상했다. Elaine May는 그녀의 연기로 토니상, 드라마 데스크 어워드, 드라마 리그 어워드를 수상했다.

### 1998년부터 현재까지의 송라이터로서의 경력
시먼은 Polad Bülbüloğlu가 Fikret Goja의 시 "Gel Ey Seher"에 맞춰 쓴 곡의 영어 가사 "Come Back To Me"를 썼다. 그 노래는 1960년대 후반에 Bulbuloglu의 히트곡이 되었다. 1998년, 폴 벅마스터(Paul Buckmaster)는 당시 아제르바이잔 문화부 장관이었던 Bulbuloglu를 위한 새로운 편곡을 의뢰받았고, 그 과정에서 시먼이 영어 버전을 맡도록 추천되었다.
1991년에는 벳 미들러가 그녀와 빌리 휴스의 ‘Night And Day’라는 곡으로 싱글 앨범과 뮤직 비디오를 발표했다.
1993년에는 시스터즈 오브 머시(The Sisters of Mercy)라는 그룹이 그녀와 빌리 휴스, 앤드루 엘드리치(Andrew Eldritch)가 작곡한 ‘언더 더 건(Under The Gun)’이라는 제목의 싱글 앨범과 뮤직 비디오를 발표하기도 했다.
그녀는 전 세계의 노래를 그 나라들의 현대적 기준에 맞게 재작사함으로써 유럽, 아시아와 남아메리카 등지에서 성공을 거두었다. 바브라 스트라이샌드는 브라질 원곡에 그녀가 영어 가사를 작사한 '지금 시작해요(Let’s Start Right Now)’를 녹음했는데, 이 곡은 스트라이샌드의 ‘우리같은 사랑(Love Like Ours)’ 한정판 앨범과 ‘당신이 날 떠나면(If You Ever Leave Me)’ 인터내셔널 싱글 앨범의 보너스 트랙으로 실리기도 했다.
2002년, 시먼은 알레한드로 산스(Alejandro Sanz)와 Destiny’s Child의 그래미 듀엣 무대에서 스페인어와 영어로 공연된 알레한드로의 Quisiera Ser의 영어 가사를 썼고, 비욘세(Beyonce)는 브릿지 부분에서 시먼의 영어 가사를 불렀다.
2003년에는 미국의 저명한 저널리스트 바버라 월터스가 진행하는 TV 프로그램인 ‘더 뷰(The View)’에서 가수 저메인 잭슨이 이 곡을 부르기도 했다.
시먼은 Lamont Dozier, K.C. Porter, Narada Michael Walden과 함께 Oneness 단체에서 후원한 Henson Studios에서 열린 2003년 송라이터 서밋에 참가했다. Oneness 단체는 사회적, 인종적 단결을 촉진하는 노래에 영감을 주는 것이 목표인 단체이다.
‘만리장성을 걸으며(워킹 온 더 차이니스 월 Walking On The Chinese Wall)’은 필 콜린스가 프로듀싱한 필립 베일리의 ‘만리장성(Chinese Wall)’이라는 앨범의 타이틀 곡으로서 그녀와 빌리 휴스의 가장 독창적인 곡 중 하나이다. 베일리는 이 앨범으로 1985년 그래미상의 베스트 R&B 남자 가수 부문 후보에 올랐다. 이 곡은 2004년 9월에 팝 콘서트로는 역사상 처음으로 베이징 외곽의 만리장성에서 열리고 얼리샤 키스를 비롯한 많은 가수들이 참여한 '만리장성 콘서트(The Great Wall Concert)'에서 전체 공연의 대단원을 장식하기도 했다.
이후, 세라 브라이트먼과 프랭크 피터슨(Frank Peterson)과 같이 작업하면서 그녀는 포르투갈의 유명 가수인 아말리아 호드리게스(Amália Rodrigues)가 부른 ‘칸차오 도 마(Cancao Do Mar)’라는 곡에 영어 가사를 붙인 ‘하렘(Harem)’이란 곡을 작사했다. 브라이트먼의 하렘 앨범은 빌보드 차트의 크로스오버 클래식 부문 Top 10에 80주 동안이나 올라있었다. 하렘은 브라이트먼의 ‘하렘 월드 투어’와 PBS에서 방송된 ‘하렘–데저트 판타지 스페셜(Harem–Desert Fantasy Special),’ 그리고 ‘라이브 프롬 라스 베가스 하렘 월드 투어(Live From Las Vegas Harem World Tour)’ DVD의 타이틀 곡이었다. 하렘의 댄스 믹스 버전은 빌보드 차트의 댄스 부문의 1위에 오르기도 했다.
2008년 12월에는 스웨덴에서 대니얼 린드스트롬이 그녀와 프레드리크 삼손(Fredrik Samsson), 그리고 린드스트롬 자신이 공동 작사한 ‘그 느낌에 취해(Caught In That Feeling)’라는 싱글 앨범을 발표했다.
2009년에 그녀는 '멕시코 락의 여왕'이라 불리는 알레한드라 구즈만(Alejandra Guzman)과 '아모르 엔 서스펜소(Amor En Suspenso, 영문명: 악어의 눈물(Crocodile Tears))'라는 곡을 공동작업하기도 했다. 2009년 10월에 있었던 멕시코 TV 뉴스 '프리메로 노티시아스(Primero Noticias)'와의 인터뷰에서 구즈만은 이 노래를 의료 과실로 큰 고통을 받았던 자신의 경험에 헌정한다고 말하기도 했다.
오스트리아의 블루스 록 가수인 세인트 루(Saint Lu)는 세인트 루, 시먼, 지미 메서Jimmy Messer)가 2013년에 발매된 세인트 루의 "2" 앨범을 위해 작곡한 "Falling For Your Love"를 발매했다. 이 노래의 라이브 어쿠스틱 영상이 유튜브에 공개됐다.
2015년 12월, 아르헨티나의 테너인 에두아르도 보시오는 시먼의 가사인 "Part Of Me"를 녹음하며 베토벤의“월광 소나타”를 신곡으로 각색했다.
2018년 6월, 스탠리 클라크 밴드는 스탠리 클라크(Stanley Clarke), 베카 고치아슈빌리(Beka Gochiashvill), 카메론 그레이브스(Cameron Graves), 마이크 미첼(Mike Mitchell), 시먼, 스카이러 콜(Skyeler Kole), 트레버 웨슬리(Trevor Wesley)가 작곡한 "Lost In A World"와 함께 "The Message" 앨범을 발매했다.

### 아시아 활동
2009년 초, 그녀는 중화권 최고 팝스타인 장학우의 새 앨범작업에 참여하게 되었다. 2009년 여름에는 5주간 아시아에 머문 후, 대만의 채민우, 홍콩의 종가흔 등의 아티스트가 그녀의 곡을 그들의 앨범에 실었다. 또한 그녀의 곡이 양승림과 나지상이 출연한 대만의 텔레비전 드라마인 ''해파첨심 (안녕 내 사랑 - Hi My Sweethart)'에 삽입되기도 했다.
장학우는 그의 새 앨범인 <Private Corner>에서 재즈를 통해서 새로운 시도를 원했는데 그것이 그의 개인적 표현에 잘 어울렸기 때문이라고 한다. 앨범의 첫 수록곡이자 시먼과 필립 슈타인크(Philip Steinke)가 공동작업한 곡인 "Everyday is Christmas"가 몹시 마음에 들었던 장학우는 그들에게 다른 곡을 부탁하였고 그들은 "Which Way, Robert Frost?"를 작곡했다. 이후에도 그녀는 대만 재즈 스타일을 기반으로 한 <Private Corner> 앨범의 수록곡들을 작곡했다. "不只有緣 (Lucky in Love)", "Double Trouble", "Let It Go", "Which Way, Robert Frost?", "Everyday is Christmas" 등이 유럽의 공동작곡가들과 함께 작업되었고 "Everyday is Christmas"를 제외한 모든 노래가 광동어로 번역되었다. 장학우는 "Everyday is Christmas"도 광동어로 부르고자 했으나 영어로 된 노랫말을 더 마음에 들어해서 그대로 영어로 녹음하였다. 노키아 음악 서비스(Ovi.com)에 따르면 "Everyday is Christmas"는 2010년에 10번째로 많은 다운로드를 기록한 크리스마스 노래였다고 한다.
2009년, "Tick Tock"이 그룹 포미닛의 현 멤버이자 원더걸스의 전 멤버였던 현아에 의해 녹음되었다. 이 노래는 후에 포미닛 대신에 양승림(Sony Taiwan)에 의해 녹음되고 발매되었다. 카인 L. 포스하임 (Kine L. Fossheim)과 올라브 포스하임(Olav Fossheim)에 이 공동작업한 "Tick Tock"은 대만의 인기 TV 시리즈인 <Hi My Sweetheart>에 삽입되었다.
2009년 8월, 아시아로 돌아와 5주간 머무른 동안에 그녀가 쓴 차이민유의"All Pumped Up", 린다 청의 "Cha Cha Cha", 알렌 수의 "When You Hear This Song", 궈차이제의 "Arrest Me", 등려흔의 "No One Knows"와 양 쿤의 "Hui Bu Hui (Will We)"가 녹음, 발매되었다. 또한 장학우의 "Double Trouble", 양승림의 "Tick Tock", 등려흔의 "No One Knows"의 뮤직비디오가 공개되었다.
2010년 1월 시먼과 대니얼 닛(Daniel Nitt)은 홍콩 룬쿤 샹그릴라에서 유니버설 뮤직이 주최한 장학우의 "Private Corner" 기자회견에 참석하였다. 같은 달 29일, 시먼과 닛은 홍콩 라디오에서 Uncle Ray(Ray Cordeiro)와 인터뷰하였다.
2011년 12월 31일, 장학우는 메르세데스-벤츠 아레나 상하이에서 개최된 Jacky Cheung 1/2 Century Tour에서 25명의 가수들과 18명의 댄서들과 함께 무대를 장식했다. 카인 L. 포스하임 (Kine L. Fossheim)과 올라브 포스하임 (Olav Fossheim)과 함께 공동 작곡한 "Double Trouble"이 투어 공연의 하이라이트였다.
2011년 시먼이 프레드릭 샘슨(Fredrik Samsson)과 토비아스 포스버그(Tobias Fosberg)과 공동 작곡하고 장압동이 프로듀싱한 "Hui Bu Hui (Will We)"이 양 쿤에 의해 녹음했다. 이 노래는 중국의 인기 스릴러 영화인 <Lost in Panic Cruise>에 테마곡으로 삽입되었다.
2011년 11월, 대만의 인기 텔런트 쇼인 "One Million Star(超級星光大道)"에서 출연해 휘트니 휴스턴 버전의 "I Will Always Love You"를 커버해서 인지도를 높였던 가수 임육군(Lin Yu-chun)이 녹음하고 슈타인크(Steinke)와 시먼이 공동 작곡한 Endlessly 앨범에 수록된 "Saving Grace"가 발매되었다.
2012년 5월 시먼은 Jacky Cheung 1/2 Century Tour에 참여하기 위해 홍콩으로 돌아갔다. 그곳에서 그녀는 쑤저우로 가서 한설을 만나 "Lonely Kiss"를 녹음했고 상하이를 거쳐 베이징으로 가서 Ai Dai를 만나 노래들을 녹음하고 도쿄로 갔다.
영어 원곡의 "不只有緣 (Lucky in Love)"는 보이스 필리핀의 8강 진출자였던 파올라 오네사(Paola Onesa)에 의해 녹음되었다. 이 노래는 2013년 9월 23일에 온라인 싱글로 발매되었고 The Voice 컴필레이션 앨범에 수록되었다. 후에 오네사는 이 노래를 "Which Way, Robert Frost?"와 함께 2014년 2월 14일에 발매한 그의 데뷔 앨범인 <Pop Goes Standards>에 수록하였다. 2014년 12월 12일 그는 "Lucky in Love"로 필리핀의 그래미 시상식이라 할 수 있는 AWIT 시상식에서 베스트 퍼포먼스와 신인상을 수상하였다. 10년 전인 2004년에 이미 니나(Nina)가 녹음한 시먼의 노래인 "Goodnight but Not Goodbye"가 베스트 엔지니어 레코드 상을 수상한 경력이 있다.
2015년 3월 7일, The Voice of Philippines (season 2)의 우승자인 제이슨 다이 (Jason Dy)가 All Star Cast Finale Episode에서 "Caught in That Feeling"를 불렀다. 그는 3월 30일에 발매된 그의 다음 앨범의 첫 싱글로 이 노래의 새 버전을 녹음했다.
2015년 8월 파올로 오네사(Paulo Onesa)는 제 28회 AWIT 시상식에서 "Which Way, Robert Frost?"로 베스트 퍼포먼스 상에 후보로 지명되었다.
2015년 8월 7일 시먼이 작곡한 "Caught in That Feeling", "Turn Out the Light", "When You Hear This Song"이 수록된 제이슨 다이(Jason Dy)의 본명과 같은 <Jason Dy>가 MCA 뮤직 유니버설 필리핀(MCA Music Universal Philippines)에 의해 발매되었다.
유튜브에 휘트니 휴스턴의 "I Will Always Love You"를 가라오케 버전으로 불러 인지도를 얻게 된 젠디 로즈 테네레페(Zendee Rose Tenerefe)가 "When Love Calls Your Name"과 "Watch This!"를 녹음했다. 두 곡 모두 그녀의 <Z> 앨범에 수록되었고, MCA 뮤직 유니버설 필리핀(MCA Music Univeral Philippines)에 의해 2015년 8월 7일에 발매되었다.
2016년 9월 22일 13살의 나이로 보이스 오브 필리핀(The Voice of Philippines)에 참가자로 출연한 카일 이초리(Kyle Echari)가 부른 시먼과 필립 도런 베일리 주니어(Philip Doron Bailey Jr.)와 젠스 호이(Jens Hoy)와 라무스 루돌프 소이가드(Ramus Rudolph Soeggard)의 "Our Moment"가 발매되었다.
2017년 4월 28일 The Voice Kid of the Philippines 시즌 1에 참가했던 에드레이 테오도로(Edray Teodoro)가 그녀의 첫 EP에 수록되어 있는 "What You Doin' Tonight"를 발매하였다. 이 노래는 시먼과 티나셰 시반다 (Tinashe Sibanda)와 멜로디 헤르난데즈 노엘(Melody Hernandez Noel)에 의해 공동 작곡되었다.
2017년 9월 9일, 시먼의 노래 "The Story of Us"의 중국어 버전 "久久真爱 (Forever True Love)"가 Irene 9·9 International True Love Day Ceremony의 주제가로 발매되었다. 이 노래는 CARO Su Ai가 녹음하고 가오샤오쑹이 제작했다.
2020년 3월 20일, 중국 최초의 남성 벨칸토 4중창 그룹 슈퍼보컬(Super Vocal)이 후난TV의 음악 경연 프로그램 Singer 2020)에서 이탈리아어와 중국어 가사로 구성된 “Qui Con Me (Ni De Se Cai 你的色彩)” (너의 색)를 공연했다 이 무대는 24시간 만에 조회수 4천만을 넘겼다. 스튜디오 버전 싱글 “Ni De Se Cai”는 2020년 3월 27일, 데카 차이나(Decca China)를 통해 발매되었다. 이 곡은 시먼, Geroge Komsky, Ivo Moring이 작곡하고, 이탈리아어 가사 “Qui Con Me”는 Saverio Principini, 중국어 가사는 Cheng He가 작사했으며, 프로듀싱은 Nick Patrick과 Wu Qinglong이 맡았다.
2020년 12월, 아라프 라만(Aarif Rahman, 중국명: 李治廷 / 리즈팅)은 Aarif Li Zhiting, Daryl Wang, 시먼이 공동 작업한 곡 “Won’t You Be Mine”을 발표했다.
2021년 7월 30일, Rose Liu (刘明湘 / 류밍샹)은 MUST 작곡 캠프에서 시먼, Boon Hui Lu, I-Wei Wu, Victor Lau가 공동 작업한 곡 “Ain’t Gonna Wait (没时间等你 / 널 기다릴 시간 없어)”를 발표했다.
2024년 8월, Chen Linong (천리농)은 시먼과 Gao Fansheng이 공동 작업한 곡 “Compromise”를 발표했다.
2025년 1월 22일, 중국 iQIYI에서 24부작 스트리밍 스핀오프 드라마 “Too Young To Grow Old”가 방영을 시작했으며, 해당 작품에는 시먼의 곡 “So Sad To Say Goodbye”의 무대 장면이 등장한다. 이 곡의 OST 프로듀서이자 협업자인 시먼과 Gao Fansheng은 2023년 6월, 감독 Lanxin Yu 주최로 심천(Shenzhen)에서 열린 첫 번째 상영회에 참석했다.

### 영화 및 텔레비전 작업
시먼의 곡들은 영화, 텔레비전, 비디오와 음악 앨범 등에 다양하게 삽입되었다.
그녀가 작사한 ‘너무 알기 어려운(So Hard To Know)’이라는 곡은 브루스 웨버(Bruce Webber)가 미국의 유명 재즈 음악가인 쳇 베이커의 생애와 음악을 기념하기 위해 만들어 아카데미상 후보에 오른 ‘렛츠 겟 로스트(Let’s Get Lost)’라는 다큐멘터리에 삽입되었다. 이 다큐멘터리는 런던에서 2008년 6월 5일에 재개봉되기도 했다.
1994년 2월 19일에는 라스베이거스의 MGM 그랜드 호텔에서 열린 ‘잭슨 패밀리 오너스(The Jackson Family Honors)’ 공연이 ABC 방송을 통해 생중계되었다. 이 공연에는 그녀와 빌리 휴스가 출연하고, 저메인 잭슨의 ‘당신이 믿기만 한다면(이프 유드 온리 빌리브 If You’d Only Believe)’가 테마곡으로 연주되었으며 마지막 공연은 마이클 잭슨과 셀린 디옹이 장식했다.
‘웰컴 투 더 엣지’는 ‘샌타바버라(Santa Barbara)’라는 드라마로 에미상의 ‘베스트 오리지널 송’ 부문에 후보로 올랐다. 1992년에 그녀와 빌리 휴스는 ‘또다른 세상(Another World)’이라는 드라마에 삽입된 ‘드림러브(Dreamlove)’라는 곡으로 에미상의 같은 부문에 두 번째로 후보에 올랐다.
그녀는 또한 ‘어스 윈드 앤드 파이어’와 함께 스파이크 리 감독의 ‘버스에 타라(Get On The Bus)’라는 영화를 위해 ‘크루징(Cruisin)’이라는 곡을 작사했다. 또한 ERA의 에릭 레비(Eric Levi) 및 ‘어스 윈드 앤드 파이어’의 필립 베일리와의 공동 작업을 통해서는 프랑스 영화 ‘금발의 복수(La Vengeance d'Une Blonde)’의 엔딩 곡을 작업하기도 했다.
또한 영화 ‘스튜어트 리틀 2(Stuart Little 2)’ 의 삽입곡 ‘좋은 것을 잡아요(Hold On To The Good Thing)’을 작사하기도 했다.
한편, 윌리엄 로스(William Ross)가 작곡한 ‘어린 검은 종마(The Young Black Stallion)’라는 영화의 테마 송을 가지고, 그녀와 개빈 그리너웨이(Gavin Greenaway)는 이 영화의 2004년 12월 DVD 발매를 위해 ‘본 투 라이드(Born To Ride)’라는 곡을 작사, 작곡, 프로듀싱했다. 이 곡은 이 영화에 출연한 당시 11살이었던 여배우 비아나 타미미(Biana Tamimi)가 불렀다.

시먼은 다니엘 니트(Daniel Nitt)와 함께 장학우의 "不只有緣(Lucky in Love)"를 공동 작곡했다. 엔드류 투아슨(Andrew Tuason)이 프로듀싱한 이 노래는 강지강(William Kong)이 제작하고 탕웨이와 장학우를 스타의 반열에 올린 홍콩 영화 <Crossing Hennessy>의 엔딩 크레딧에 삽입되었는데, 후에 이 영화는 제 34회 홍콩 국제 영화제의 개막작으로 선정되기도 했다.
또한 아리프 마르딘(Arif Mardin)의 앨범 <All My Friends Are Here>과 다큐멘터리 <The Greatest Ears in Town: The Arif Mardin Story>에서 시먼은 그의 노래 "So Blue"의 가사 삽입을 맡았고 차카 칸(Chaka Khan)과 데이빗 샌본(David Sanborn)이 함께 참여했다. 이 다큐멘터리는 2010년 4월에 개최한 제 29회 이스탄불 국제영화제에서 상영되었다. 앨범 <All My Friends Are Here>은 2010년 6월 15일에 발매되었고 <The Greatest Ears in  Town>은 2011 그래미 시상식에서 베스트 장편 비디오 부문에 후보로 오르기도 했다.
중국 가수이자 배우인 양 쿤(Yang Kun)에 의해 녹음된 "Hui Bu Hui(Will We)"는 영화 <Lost in Panic Room>의 후속작인 <Lost in Panic Cruise>의 테마곡으로 수록되었다.
2012년 6월 20일부터 시먼의 노래들이 니켈로디언 TV 시리즈인 할리우드 하이츠(Hollywood Heights)에 삽입되었다.
록샌 시먼과 리카도 코시안테(Riccardo Cocciante)가 The Voice of Italy의 결승 진출자인 엘하이다 다니(Elhaida Dani)를 위한 "When Love Calls Your Name"을 작곡했다. 다니와 그녀의 멘토이자 프로듀서인 코시안테가 함께한 이 노래의 녹음 영상 클립은 이탈리아 방송 협회에 중계되었고 후에 아이튠즈에 투표를 위해 올라왔다. 2013년 5월 30일, 다니는 최종전에서 "When Love Calls Your Name"를 불렀다. 결국 그녀가 The Voice of Italy에서 우승하자, 코시안테가 그녀와 함께 무대에서 "When Love Calls Your Name"을 재창하였다.
양승림이 부른 "Qing Chun Dou (青春鬥)"이 넷플릭스 마블의 데어데블 시즌 2 에피소드 1에 삽입되었다. 이 노래는 시먼-루드빅샌-포스하임이 작곡한 "Tick Tock (Beat The Clock)"의 중국어 버전이다.

### 뮤지컬
시먼과 케너드 램지(Kennard Ramsey)는 잠발라야 뮤지컬(Jambalaya, the Musical)에 사용된 "Put It in the Pot"를 작곡하였다. 낸시 그래고리(Nancy Gregory)이 쓰고 감독한 이 뮤지컬은 11월 30일 뉴올리언스의 Orpheum Theatre에서 4일 동안 선보였다.

### 재향군인 역사 프로젝트
재향군인 역사 프로젝트의 20주년 기념 행사 축하를 위해, 시먼은 제2차 세계대전 참전 용사인 머레이시먼(Murray Seeman)을 기리는 노래를 공연에 기여했으며, 미국 의회도서관 기록 보관소에 기증된 그의 비디오인터뷰, 사진 및 편지 모음에 대한 소개를 제공했다. 한나 골드블라트(Hannah Goldblatt)와 찰스 폭스(Charles Fox)가 함께 시먼이작곡한 "In Love And War"를 부르고, 피아니스트 엘리스 솔버그(Elise Solberg)가 노래의 반주를 맡았다. 그 공연은맥 세네트(Mack Sennett 스튜디오에서 촬영되었고, 2020년 11월 7일 워싱턴 D.C.의 의회 도서관에서생중계되었다.
2021년 현충일 주말, 시먼은 The Jeremiah Show에서 엘리스와 골드블라트와 함께 헌정 에피소드에 출연하여 재향군인 역사 프로젝트를 위한 "In Love And War"의 노래 공연 제작에 대해 이야기했다.